# Diplodus sargus kotschyi
Diplodus sargus kotschyi is een ondersoort van de straalvinnige vissen uit de familie van de zeebrasems (Sparidae). De wetenschappelijke naam van de soort is voor het eerst geldig gepubliceerd in 1876 door Franz Steindachner. Hij gaf aan de soort de naam Sargus Kotschyi. Zijn specimens waren afkomstig uit de Arabische Golf en Madagaskar. De soort komt voor in ondiep rotsachtig kustwater van de westelijke Indische Oceaan. Ze wordt tot 30 centimeter lang.